# Marius Guindon
Pour les articles homonymes, voir Guindon.
Marius Guindon, pseudonyme d'André Marie Guindon, né  à Marseille le 17 octobre 1831 et mort à Montauban le 11 septembre 1918, est un peintre et sculpteur français.

## Biographie
Marius Guindon est l'élève du peintre Émile Loubon. Il poursuit sa formation à Rome, puis en 1879, il devient professeur à l'École des beaux-arts de Marseille pendant plus de quarante ans. En 1863, Marius Guindon exécute le buste de son maître qui orne sa tombe au cimetière Saint-Pierre à Marseille.
Il expose ses peintures au Salon de 1855 à 1914.
À la demande de l'architecte Henri-Jacques Espérandieu, Guindon réalise trois couples d'enfants portant les cartouches dédiés au frère Imbert, aux Parrocel et à Augustin Aubert dans l'escalier d'honneur du musée des Beaux-Arts du palais Longchamp à Marseille. En 1864, il réalise les Atlantes qui décorent un grand immeuble, œuvre de l'architecte Condamain, situé au no 104 de la Canebière à 
Marseille. Il sculpte un buste de l'empereur Auguste pour la façade du palais des Arts de Marseille. À la suite d'un concours lancé en 1889 par l'Académie de Marseille, il réalise un médaillon en bronze représentant l'abbé Louis-Toussaint Dassy, son ancien secrétaire perpétuel mort le 23 août 1888.
Avec sa femme Eugénie, également artiste peintre, Guindon fonde le musée de Cassis en faisant don de 47 toiles à la ville. Le musée des beaux-arts de Marseille conserve ses toiles L'Arrivée des pêcheurs, L'Invasion, Portrait de Madame Guindon et La Farnesina.

## Œuvres

Œuvres de Marius Guindon
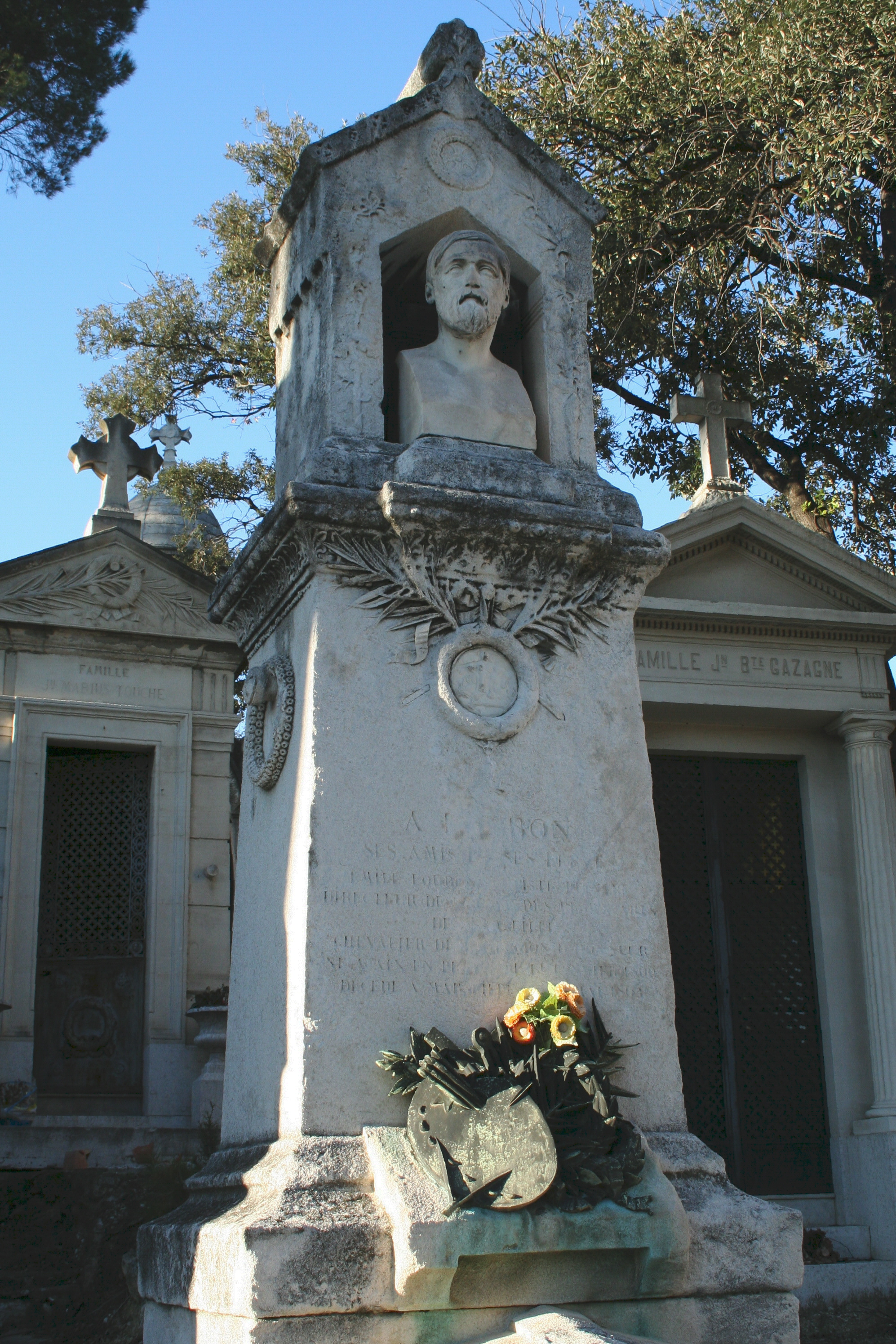
Monument funéraire d'Émile Loubon, Marseille, cimetière Saint-Pierre.
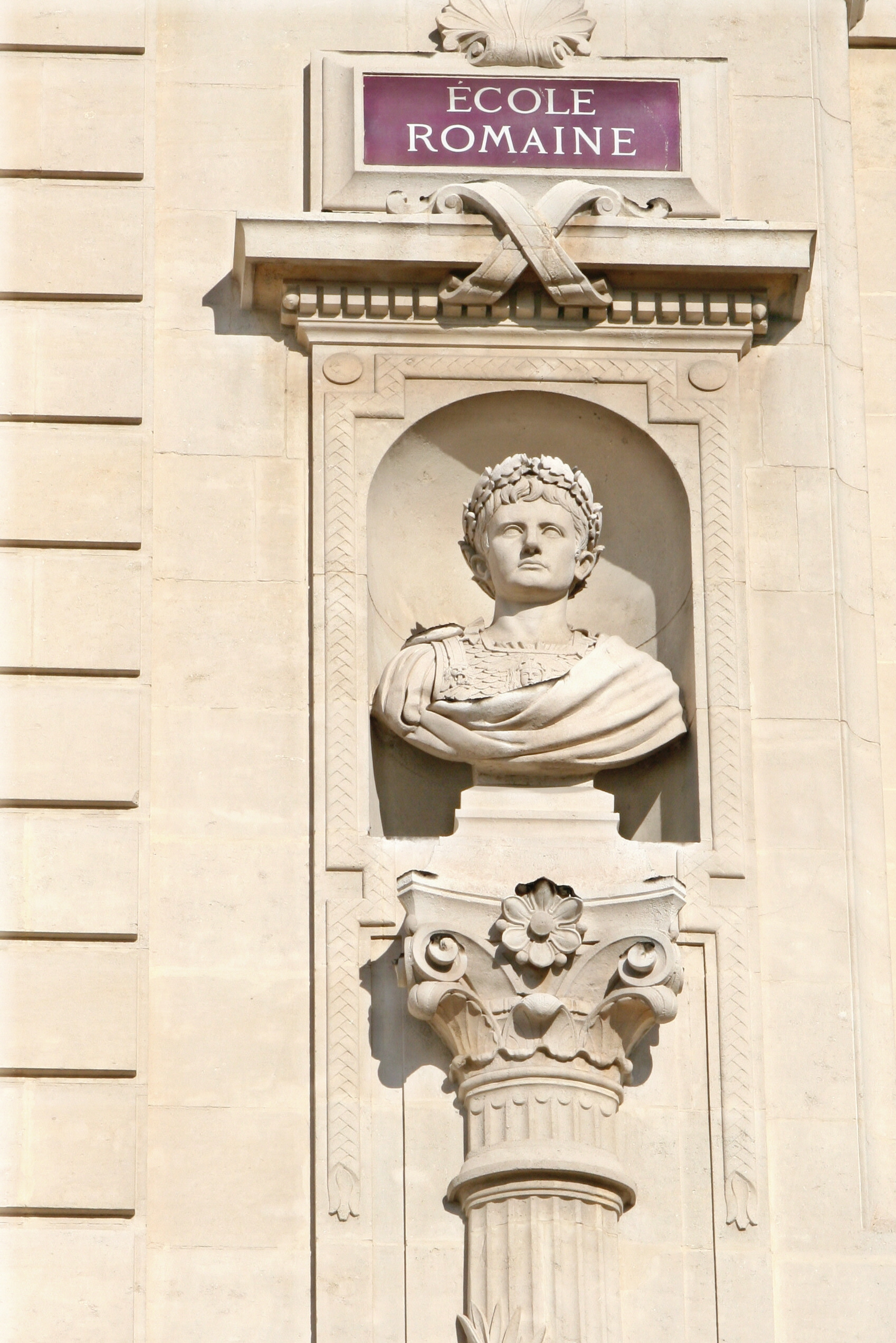
Buste d'Auguste, Marseille, façade du palais des Arts.
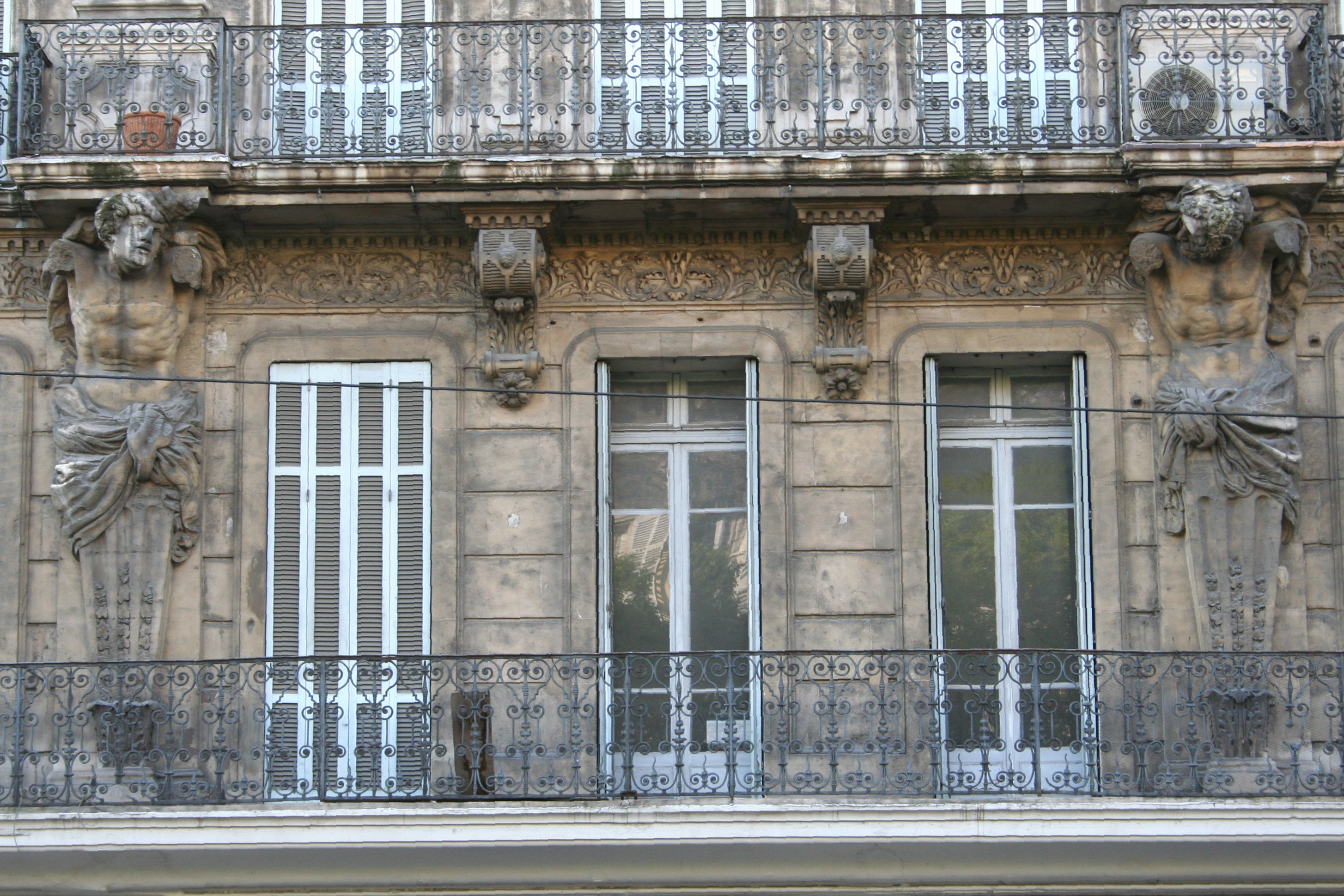
Atlantes, Marseille, no 104 de la Canebière.
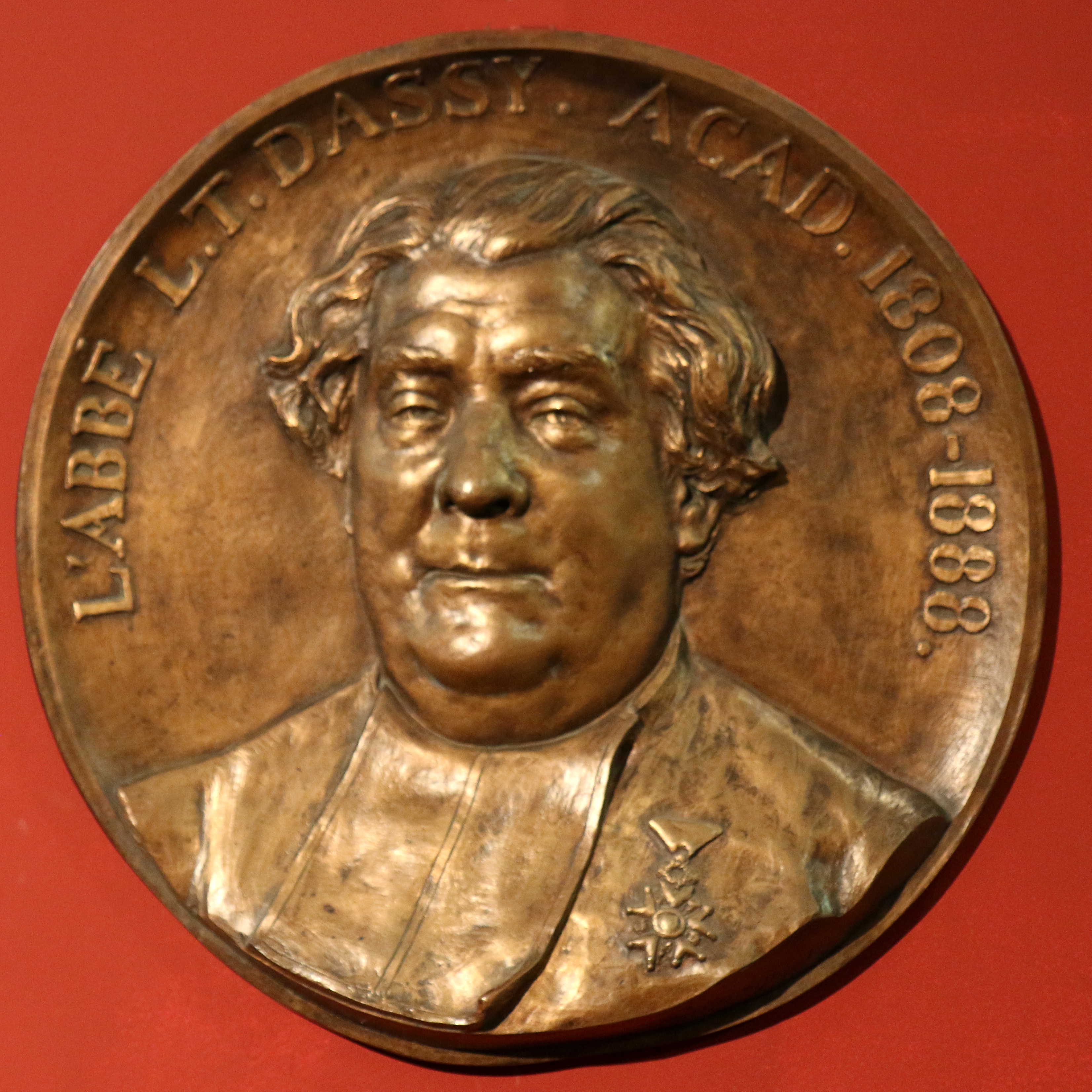
L'Abbé Louis-Toussaint Dassy, Académie de Marseille.